# Actaea jacquelinae
Actaea jacquelinae (лат.) — вид крабов из семейства Xanthidae.

## Распространение
Обитают в западной части Индийского океана (в том числе в Красном море и Персидском заливе) на глубине от 0 до 12 метров. Донный вид.

## Биология
Охранный статус для данного вида не определён. Эти крабы безвредны для человека, хозяйственного значения они не имеют.